# Ли Шангјин
Ли Шангјин (кин: 李商隱; пин: Lǐ Shāngyǐn; око 813—858), је био кинески песник Касне династије Танг, рођен у Хенеиу (садашњи Ћинјанг, Хенан). Заједно са Ли Хом, он је био много поштован у 20. веку од младих кинеских писаца због велике уметничке привлачности његових песама.
У 25. години положио је испите и ступио у државну службу, али никад није био на неком високом положају. Сачувано је преко 600 његових песама. Писао је стилом пуним загонетних израза и књижевних алузија, тако да се његове песме тешко преводе и понекад је потребан коментар. Основне теме његове поезије су љубав и историјски догађаји. Љубавне песме најчешће немају наслова (кин: 無題).
Ли Шангјинове седмосложне ћјећи песме и седмосложне ли ш песме су веома утицале на касније генерације, због своје велике уметничке привлачности.